# Campionati panamericani di badminton a squadre 2010
I Campionati panamericani di badminton a squadre 2010 si sono svolti a Lima, in Perù. È stata la 4ª edizione del torneo, organizzato dalla Badminton World Federation.

## Podi
| Evento           | Oro         | Argento | Bronzo    |
| Torneo maschile  | Stati Uniti | Perù    | Canada    |
| Torneo femminile | Perù        | Canada  | Guatemala |